# Maj 2022

## 31 maja
- Inwazja Rosji na Ukrainę:

- W wyniku rosyjskiego nalotu został trafiony zbiornik wypełniony kwasem azotowym w Siewierodoniecku na Ukrainie.
- Rosyjska rakieta uderzyła w budynek w Słowiańsku, zabijając trzy osoby i raniąc sześć innych.

## 30 maja
- 15 osób zginęło w islamistycznym ataku zorganizowanym przez Sojusz Sił Demokratycznych w Północnym Kiwu w Demokratycznej Republice Konga[3].
- Inwazja Rosji na Ukrainę:

- Władze ukraińskie stwierdziły, że siły rosyjskie wkroczyły do Siewierodoniecka w obwodzie ługańskim, pozostawiając miasto bez wody.
- W okupowanym przez Rosję Melitopolu w obwodzie zaporoskim została zdetonowana bomba w samochodzie, która zraniła co najmniej trzy osoby. Rosyjskie władze obarczyły winą proukraińskich mieszkańców.
- Rosja rozpoczęła eksport zboża z okupowanego obwodu chersońskiego na południu Ukrainy do Rosji. Urzędnik rosyjskiej administracji Kirył Stremousow stwierdził, że administracja pracowała również nad dostawami nasion słonecznika do lokalnych i rosyjskich zakładów przetwórczych. Ukraina oskarżyła Rosję o kradzież jej zboża.

## 29 maja
- 24 osoby zostały zmasakrowane, a ponad 60 rannych w ataku anglojęzycznych rebeliantów w Kamerunie[7].
- W Warszawie w wieku 106 lat zmarła Maria Mirecka-Loryś, ostatnia żyjąca przedwojenna działaczka Młodzieży Wszechpolskiej, a w czasie II wojny światowej działaczka Narodowego Zjednoczenia Wojskowego Kobiet (od 1945 jako komendantka główna)[8][9][10].
- Australijczyk Jai Hindley (Bora-Hansgrohe) zwyciężył w kolarskim wyścigu wieloetapowym Giro d’Italia[11].

## 28 maja
- Co najmniej 35 osób zginęło w wyniku lawin błotnych i powodzi w aglomeracji Recife, Pernambuco w Brazylii[12].
- W wyniku paniki na kościelnej imprezie charytatywnej w Port Harcourt w stanie Rivers w Nigerii 31 osób zginęło, a siedem zostało rannych[13].
- 15 osób zginęło, a trzy zaginęły po ulewnych deszczach, które spowodowały powódź w południowych Chinach[14].
- Inwazja Rosji na Ukrainę:

- Rosyjskie wojska wkroczyły do strategicznego miasta Siewierodonieck w obwodzie ługańskim, gdzie trwały ciężkie walki uliczne. Gubernator Serhij Hajdaj stwierdził, że siły ukraińskie mogą być zmuszone do wycofania się z miasta, aby uniknąć okrążenia.
- Ukraina potwierdziła, że otrzymała dostawy pocisków przeciwokrętowych Harpoon z Danii i samobieżnych haubic ze Stanów Zjednoczonych w celu przeciwdziałania rosyjskiej inwazji.

- Real Madryt wygrał piłkarską Ligę Mistrzów UEFA, pokonując w finale Liverpool F.C. 1:0[17].

## 27 maja
- Inwazja Rosji na Ukrainę:

- Siły rosyjskie ogłosiły zdobycie miasta Łyman w obwodzie donieckim.

- Trzęsienie ziemi o magnitudzie 6,1 wystąpiło w godzinach porannych u wybrzeży Timoru Wschodniego. Wstrząsy miały miejsce na głębokości 51,4 km, niedaleko wybrzeży najdalej wysuniętego na wschód rejonu wyspy Timor, w Archipelagu Malajskim[19].
- Bułgarski rząd zatwierdził przyjęcie euro jako waluty krajowej od 1 stycznia 2024 roku, zastępując lew[20].
- Nagrodę literacką International Booker Prize otrzymała Geetanjali Shree wraz ze swoją tłumaczką Daisy Rockwell[21].
- Krystyna Sokołowska wygrała w konkursie Miss Polonia 2021[22].

## 26 maja
- Jedenaścioro dzieci zginęło w pożarze szpitala w Tivaouane w Senegalu[23].
- Pięć osób zginęło, a ponad 50 zostało rannych po detonacji ładunku wybuchowego na targu rybnym w Aden w Jemenie[24].
- Inwazja Rosji na Ukrainę:

- Według lokalnych władz siedem osób zginęło w wyniku rosyjskiego ostrzału w centrum Charkowa.

- Tureckie władze poinformowały, że w wyniku operacji policyjnej w Stambule został zatrzymany kalif Państwa Islamskiego Abu al-Hasan al-Haszimi al-Kuraszi[26][27].
- Trzęsienie ziemi o magnitudzie 7,2 odnotowano w rejonie dystryktu Tirapata w południowym Peru. Hipocentrum znajdowało się na głębokości ponad 217 km, a epicentrum ok. 13 km na południowy wschód od miasta Azángaro, stolicy prowincji o tej samej nazwie. Wstrząsy odczuwalne były między innymi w Cuzco. Nie było doniesień o ofiarach i zniszczeniach[28].

## 25 maja
- Co najmniej 50 osób zginęło podczas ataku w departamencie Madjoari w Burkina Faso[29].
- Dziewięć osób zginęło, gdy improwizowane ładunki wybuchowe ukryte w grupie minivanów zostały zdetonowane w Mazar-i Szarif w prowincji Balch w Afganistanie[30].
- Inwazja Rosji na Ukrainę:

- Ukraińskie miasto Pokrowsk w obwodzie donieckim zostało trafione przez rosyjskie rakiety, w wyniku czego zostało rannych kilka osób.
- Uderzenie rosyjskiej rakiety cruise zniszczyło centrum handlowe i kilka domów w mieście Zaporoże, zabijając jedną osobę i raniąc trzy inne. Według lokalnych urzędników, co najmniej 62 domy zostały uszkodzone.

- Pandemia COVID-19: Według stanu na 25 maja liczba potwierdzonych zakażeń na całym świecie przekroczyła 529 milionów, zaś liczba zgonów to ponad 6,3 miliona osób[33].

## 24 maja
- Inwazja Rosji na Ukrainę:

- Władze ukraińskie podały, że w gruzach budynku mieszkalnego w Mariupolu w obwodzie donieckim znaleziono około 200 zabitych osób.
- Gubernator regionu Pawło Kyrylenko poinformował, że Rosyjskie Siły Lądowe przejęły kontrolę nad Switłodarśkiem w obwodzie donieckim.
- Węgry ogłosiły stan wyjątkowy w związku z wojną na Ukrainie i problemami w węgierskiej gospodarce, spowodowanymi po części konfliktem.

- 19 dzieci i dwoje nauczycieli zginęło w masowej strzelaninie w szkole podstawowej w Uvalde w Teksasie w Stanach Zjednoczonych. Napastnik, miejscowy 18-letni uczeń liceum, został zabity przez policję[37].
- 21 osób zginęło w strzelaninie między brazylijską policją a gangiem Comando Vermelho w faweli w Rio de Janeiro[38].
- 16 osób zginęło w wyniku zatonięcia łodzi u wybrzeży Birmy[39].
- Co najmniej 11 osób zginęło podczas strzelaniny w hotelu w Celaya w Guanajuato w Meksyku[40].
- Prawosławny Metropolita warszawski i całej Polski Sawa (Hrycuniak) w piśmie skierowanym do prezesa Polskiej Rady Ekumenicznej superintendenta Andrzeja Malickiego poinformował w imieniu Polskiego Autokefalicznego Kościoła Prawosławnego (PAKP), że w związku z ordynacją kobiet na księży w Kościele Ewangelicko-Augsburskim w RP wstrzymuje udział swoich przedstawicieli w różnorodnych spotkaniach ekumenicznych, w których będą obecne „prezbiterki”[41].

## 23 maja
- Państwo Islamskie przeprowadziło dwa ataki w irackich muhafazach Dijala i Kirkuk, zabijając 12 cywilów i raniąc kolejnych sześciu[42].
- 14 osób zginęło, a dziesiątki zostało rannych w wyniku zawalenia się budynku w Abadanie w Iranie[43].
- Siedem osób zginęło, a 23 zostały ranne, gdy statek przewożący 134 osoby zapalił się u wybrzeży Real, Quezon na Filipinach[44].
- Inwazja Rosji na Ukrainę:

- W pierwszym procesie o zbrodnie wojenne podczas rosyjskiej inwazji na Ukrainę 21-letni Vadim Shishimarin, rosyjski żołnierz, został skazany na dożywocie za zastrzelenie 62-letniego cywila.

## 22 maja
- Ponad 50 osób zostało zmasakrowanych przez bojowników Boko Haram w Rann w Nigerii[46].
- 11 cywilów zginęło w ataku rebeliantów w prowincji Séno w Burkina Faso[47].
- Silne trzęsienie ziemi o magnitudzie 6,0 wystąpiło o 5:24 czasu polskiego w okolicach Fukushimy w Japonii. Epicentrum znajdowało się w pobliżu prefektury Ibaraki, a wstrząsy miały miejsce na głębokości 30 km. Z kolei wstrząsy wtórne były odczuwalne w prefekturach Miyagi, Yamagata, Niigata i Tochigi. Nie było doniesień o zniszczeniach lub ofiarach[48].
- W pożarze domku działkowego zginęła polska pisarka Maja Lidia Kossakowska[49][50].

## 21 maja
- Co najmniej 57 osób zginęło w wyniku powodzi we wschodnich Indiach i Bangladeszu[51].
- Co najmniej dziewięć osób zginęło po tym, jak derecho przemieścił się po środkowej Kanadzie[52].
- Inwazja Rosji na Ukrainę:

- Prezydent Stanów Zjednoczonych Joe Biden podpisał ustawę, która ma zapewnić Ukrainie 40 miliardów dolarów pomocy wojskowej i gospodarczej, uzupełnić zapasy amerykańskiego sprzętu wysłanego na Ukrainę, sfinansować operacje US European Command i zaradzić globalnemu kryzysowi żywnościowemu.

- 725 km na północ od norweskiego Svalbardu doszło do trzęsienia ziemi o magnitudzie 6. Jego hipocentrum znajdowało się na głębokości 2 km. Nie było informacji o poszkodowanych[55].
- Podczas wiosennej sesji Synodu Kościoła Ewangelicko-Reformowanego w Polsce – ksiądz Semko Koroza został wybrany na biskupa Kościoła Ewangelicko-Reformowanego w RP (superintendenta generalnego Kościoła)[56].
- Delegatki i Delegaci 42. Zjazdu ZHP wybrali na przewodniczącego ZHP hm. Krzysztofa Patera, a na funkcję naczelnika ZHP hm. Martynę Kowacką[57].

## 20 maja
- Inwazja Rosji na Ukrainę:

- Naczelne dowództwo wojskowe Ukrainy nakazało wszystkim pozostałym żołnierzom w hucie Azowstal zaprzestanie obrony Mariupola. Następnie Rosja stwierdziła, że jej siły zajęły Azowstal po kapitulacji ostatnich ukraińskich oddziałów.
- Ukraina podała, że odparto rosyjskie natarcie na miasta Siewierodonieck i Lisiczańsk w obwodzie ługańskim. Władze stwierdziły, że podczas ofensywy zginęło 12 osób, a ponad 60 domów zostało zniszczonych.

- 10 osób zginęło w wyniku zawalenia się tunelu w dystrykcie Ramban, w Dżammu i Kaszmirze w Indiach[61].

## 19 maja
- 14 osób zginęło, a 20 zostało rannych w wyniku awarii hamulców autobusu, która spowodowała wypadek na autostradzie w Jalisco w Meksyku[62].
- Dżihadyści napadli na bazę wojskową w departamencie Madjoari w Burkina Faso, zabijając 11 żołnierzy i raniąc 24 innych[63].
- Senat Stanów Zjednoczonych zagłosował 86–11 za uchwaleniem pakietu 40 miliardów dolarów pomocy dla Ukrainy. Ustawa trafiła do podpisu prezydenta USA Joe Bidena[64].
- Prezydent Turcji Recep Tayyip Erdoğan stwierdził, że będzie głosował przeciwko przyjęciu Finlandii i Szwecji do NATO, skutecznie uniemożliwiając ich akcesję. Erdoğan oskarżył oba kraje o wspieranie Partii Pracujących Kurdystanu oraz Syryjskie Kurdyjskie Powszechne Jednostki Ochrony, które Turcja uważa za organizacje terrorystyczne[65].

## 18 maja
- 12 osób zginęło, a jedna została ranna po zawaleniu się ściany fabryki soli w Morvi w stanie Gudźarat w Indiach. Kilka uznano za zaginione[66].
- Około 200 bojowników antyrządowych blokowało drogę w Górnym Badachszanie w Tadżykistanie, łączącą kraj z Chinami. Niektórzy z bojowników, uzbrojeni w broń palną i bomby benzynowe, wpadli później w zasadzkę konwoju ochrony na tej samej drodze. Osiem bojowników (i jeden oficer) zostało zabitych, 13 oficerów zostało rannych, a ponad 70 bojowników zostało aresztowanych. MSW Tadżykistanu stwierdziło później, że atak był próbą „destabilizacji sytuacji społeczno-politycznej” w regionie[67].

## 17 maja
- 11 osób zginęło w wyniku ulewnych deszczów, które spowodowały powodzie i osunięcia ziemi w Indiach[68].
- Dziewięć osób zginęło podczas eksplozji spowodowanej wyciekiem gazu w szkole podstawowej i sklepie w Kano w Nigerii[69].
- Inwazja Rosji na Ukrainę:

- Rosyjski atak lotniczy zabił osiem osób i ranił 12 w Desnie w obwodzie czernihowskim.

## 16 maja
- 14 osób zginęło, a 19 zostało rannych po tym, jak autobus turystyczny uderzył w billboard w Mojokerto, Jawa Wschodnia, Indonezja[71].
- Inwazja Rosji na Ukrainę:

- Ukraina stwierdziła, że jej wojska odepchnęły siły rosyjskie podczas kontrofensywy, docierając do granicy z Rosją. Gubernator obwodu charkowskiego Ołeh Synjehubow potwierdził, że siły ukraińskie przywróciły kontrolę nad przejściem granicznym z Rosją w regionie.
- Ewakuowano kilkuset żołnierzy z huty Azowstal po negocjacjach z Siłami Zbrojnymi Rosji. Ewakuowani żołnierze zostaną wymienieni na rosyjskich jeńców wojennych.
- Rosyjskie Ministerstwo Obrony stwierdziło, że zestrzelono trzy samoloty ukraińskich sił powietrznych, w tym Su-25 nad Mikołajowem i odrzutowiec uderzeniowy Su-24 w pobliżu Wyspy Wężowej na Morzu Czarnym.

- Prezydent USA Joe Biden ogłosił, że wojska amerykańskie zostaną ponownie wysłane do Somalii[75].
- Premier Magdalena Andersson potwierdziła decyzję podjętą przez jej partię i formalnie ogłosiła zamiar przystąpienia Szwecji do NATO[76]. W odpowiedzi prezydent Rosji Władimir Putin ostrzegł, że Rosja zareaguje na „rozbudowę infrastruktury wojskowej” przez NATO w Szwecji i Finlandii, mówiąc, że „problemy powstają bez żadnego powodu. Zareagujemy odpowiednio”[77].

## 15 maja
- Inwazja Rosji na Ukrainę:

- Rosja przeprowadziła ataki rakietowe z Morza Czarnego na „infrastrukturę wojskową” w rejonie jaworowskim w obwodzie lwowskim, położonym w pobliżu zachodniej granicy Ukrainy z Polską. Według gubernatora obwodu Maksyma Kozyckiego cel został „całkowicie zniszczony”.

- Prezydent Sauli Niinistö i premier Sanna Marin oficjalnie ogłosili, że Finlandia będzie ubiegać się o członkostwo w NATO. Niinistö stwierdził, że „to historyczny dzień” i że Finlandia „wkracza w nową erę”[79].
- Rządząca Szwedzka Socjaldemokratyczna Partia Robotnicza wyraziła zgodę na przystąpienie tego kraju do NATO. Oficjalna decyzja rządu spodziewana jest w najbliższych dniach[80].
- Hassan Sheikh Mohamud objął urząd prezydenta Somalii[81].

## 14 maja
- 25 cywilów i 13 ochotników VPD zginęło podczas strzelaniny w Kompiendze w Burkina Faso[82]. Następnie 20 osób, w tym ośmiu wolontariuszy VPD, zginęło podczas ataku w mieście Guessel[83]. Kolejne sześć osób zginęło podczas ataku w Markoye[84].
- Masakra w Buffalo (2022): 10 osób zginęło, a trzy zostały ranne po tym, jak uzbrojony mężczyzna otworzył ogień w supermarkecie Tops Friendly Markets w Buffalo w stanie Nowy Jork, Stany Zjednoczone. Strzelec, samozwańczy zwolennik białej supremacji, został aresztowany[85].
- Dzień po tym, gdy zmarł Chalifa ibn Zajid Al Nahajjan; Muhammad ibn Zajid Al Nahajjan objął funkcję prezydenta Zjednoczonych Emiratów Arabskich[86].
- Ustępujący prezydent Osetii Południowej Anatolij Bibiłow zapowiedział, że 17 lipca odbędzie się referendum w sprawie przystąpienia do Rosji[87].
- Zespół reprezentujący Ukrainę, Kalush Orchestra z utworem „Stefania”, wygrał finał 66. Konkursu Piosenki Eurowizji, który odbył się Turynie we Włoszech. To trzecie zwycięstwo tego kraju[88].

## 13 maja
- Co najmniej 27 osób zginęło, a ponad 40 zostało rannych w pożarze budynku handlowego w Mundka w Delhi w Indiach[89].
- Wojna domowa w Syrii: W wyniku ataku rakietowego, który uderzył w autobus w Aleppo w Syrii, zginęło 10 żołnierzy armii syryjskiej, a dziewięciu zostało rannych[90].
- Elon Musk tymczasowo zawiesił swoją wartą 44 miliardy dolarów umowę przejęcia Twittera, starając się potwierdzić obliczenia firmy, że spamboty i fałszywe konta stanowią mniej niż 5% bazy użytkowników[91].
- Chorwacki parlament zagłosował 117–13 w sprawie oficjalnego zastąpienia od 1 stycznia 2023 roku kuny walutą euro[92].

## 12 maja
- 11 osób zginęło, a 31 zostało uratowanych po tym, jak łódź wywróciła się u wybrzeży Portoryko w pobliżu wyspy Desecheo[93].
- Inwazja Rosji na Ukrainę:

- Siły ukraińskie odparły próbę rosyjskiego przekroczenia rzeki Doniec, na zachód od Siewierodoniecka, w obwodzie ługańskim. Podobno co najmniej jedna rosyjska batalionowa grupa taktyczna została zniszczona, podobnie jak most pontonowy rozstawiony na przeprawie.
- Rosyjskie Siły Powietrzne wystrzeliły na miasto Krzemieńczuk kilkanaście pocisków, w tym cztery na rafinerię ropy naftowej Krzemieńczuk w obwodzie połtawskim.

- Zespół naukowców odpowiedzialny za projekt Teleskop Horyzontu Zdarzeń na zwołanej konferencji przedstawił zdjęcie Sagittariusa A*, czarnej dziury znajdującej się w centrum naszej galaktyki[96].
- Zespół naukowców ogłosił, że po raz pierwszy wyhodowano rośliny na księżycowej glebie zebranej przez misje Apollo[97].

## 11 maja
- Ośmiu żołnierzy zginęło, a 13 zostało rannych podczas zasadzki bojowników powiązanych z Al-Kaidą w prefekturze Kpendjal w Togo. Uważa się, że atak miał związek z obecną rebelią w Burkina Faso, co czyniło go pierwszym atakiem islamskich ekstremistów w Togo[98].
- Inwazja Rosji na Ukrainę:

- Siły rosyjskie nadal strzelały rakietami w Odessę, najwyraźniej próbując odciąć dostawy do miasta.
- Ukraińskie siły zbrojne odbiły kilka miasteczek na północ od Charkowa, zmuszając rosyjskie wojska do wycofania się na kilkadziesiąt mil od granicy z Rosją.

## 10 maja
- Czternaście osób zginęło podczas ataku bojowników CODECO na obóz dla uchodźców w Fataki w prowincji Ituri w Demokratycznej Republice Konga[101].
- Yoon Suk-yeol objął urząd prezydenta Korei Południowej[102].
- Apple ogłosiło, że zaprzestanie sprzedaży iPod touch, oficjalnie kończąc linię przenośnych odtwarzaczy multimedialnych iPod po ponad 20 latach[103].
- Katalin Novák objęła urząd prezydenta Węgier[104].

## 9 maja
- W zamieszkach w więzieniu w Santo Domingo w Ekwadorze zginęło 44 więźniów[105].
- Cztery osoby zginęły, a 50 zostało rannych po tym, jak granat z gazem łzawiącym spowodował panikę na publicznym uniwersytecie w Potosí w Boliwii[106].
- Szwedzka Socjaldemokratyczna Partia Robotnicza zapowiedziała, że 15 maja zdecyduje, czy kontynuować działania w celu przystąpienia do NATO. Ponadto oczekuje się, że prezydent Finlandii Sauli Niinistö ogłosi 12 maja zamiar przystąpienia Finlandii do NATO[107].

## 8 maja
- 35 cywilów zginęło podczas ataku rebeliantów CODECO na kopalnię złota w prowincji Ituri w Demokratycznej Republice Konga[108].
- Rodrigo Chaves Robles objął urząd prezydenta Kostaryki[109].
- John Lee został 5. szefem administracji Hongkongu[110].

## 7 maja
- Inwazja Rosji na Ukrainę:

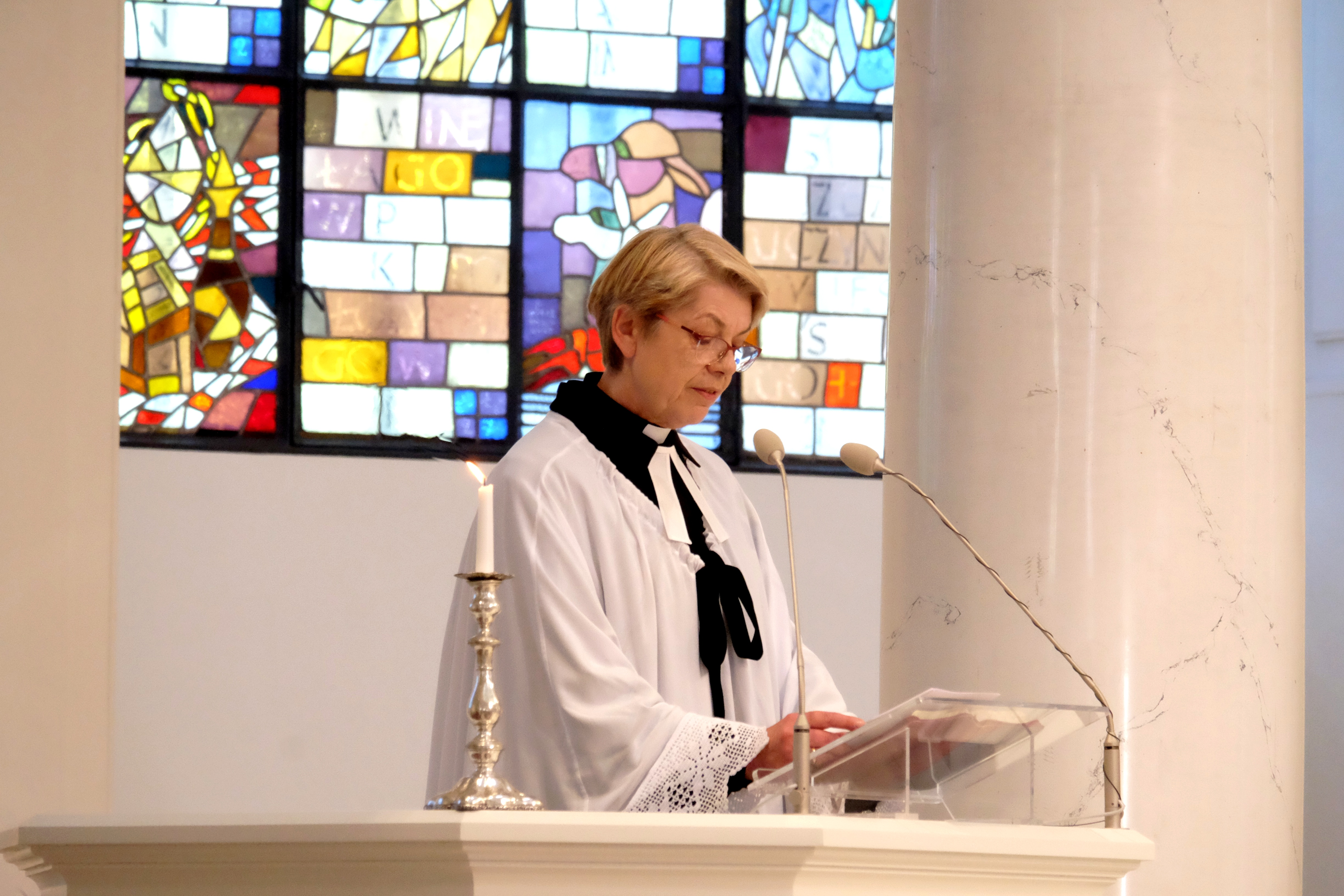
Świeżo ordynowana pastor Halina Radacz w trakcie przemówienia (kazania) ordynacyjnego w kościele Świętej Trójcy w Warszawie w dniu 7 maja 2022 roku

- Siły rosyjskie zbombardowały szkołę w Biłohoriwce w obwodzie ługańskim. Potwierdzono tylko dwa zgony, jednak donoszono, że mogło zginąć nawet 60 osób.
- Cztery rosyjskie pociski uderzyły w ukraiński port Odessa.
- Ukraina stwierdziła, że z oblężonej huty Azowstal ewakuowano wszystkie kobiety, dzieci i osoby starsze.

- 10 żołnierzy i jeden oficer zginęło podczas ataku na punkt kontrolny w przepompowni wody w Kanale Sueskim w Egipcie[114].
- Osiem osób zginęło, a 17 zostało rannych podczas pożarów lasów w Kraju Krasnojarskim na Syberii w Rosji, które zniszczyły setki budynków w 16 osiedlach. Federalna Agencja ds. Leśnictwa obwiniła silne wiatry za nasilenie pożarów i utrudnianie działań gaśniczych[115].
- W Kościele Ewangelicko-Augsburski w RP miała miejsce pierwsza w historii ordynacja kobiet na funkcję pastora/pastorki. W kościele Świętej Trójcy w Warszawie ordynowano grupę 9 diakonek. Pierwszą ordynowaną została Halina Radacz[116].

## 6 maja
- Co najmniej 22 osoby zginęły, a co najmniej 74 zostały ranne w wyniku eksplozji spowodowanej wyciekiem gazu w hotelu Saratoga w Hawanie na Kubie[117].
- 11 osób zginęło, a dziewięć zostało rannych w atakach islamskich w prowincjach Loroum i Sanmatenga w Burkina Faso. Zginęło również dwudziestu napastników[118].
- Inwazja Rosji na Ukrainę:

- Prezydent Wołodymyr Zełenski stwierdził, że Ukraina jest otwarta na kontynuowanie rozmów pokojowych z Rosją, jeśli zagwarantują one przywrócenie granic sprzed inwazji, powrót Ukraińców siłą ewakuowanych do Rosji oraz wycofanie wojsk rosyjskich z kraju.

- Policyjny Fundusz Emerytalny w Orlando wniósł pozew zbiorowy w Sądzie w stanie Delaware przeciwko Twitter Inc i Elonowi Muskowi, starając się o opóźnienie przejęcia firmy do 2025 roku[121].

## 5 maja
- Powodzie w 12 prowincjach Afganistanu zniszczyły 500 domów, zabiły 22 osoby i raniły 40 innych[122].
- Liczba ofiar śmiertelnych w wyniku zawalenia się budynku w Changsha w Chinach, sześć dni wcześniej, wzrosła do 53. Uratowano 10 osób[123].

## 4 maja
- 26 osób zginęło, gdy minibus, autobus i ciężarówka z paliwem zderzyły się ze sobą w obwodzie rówieńskim na Ukrainie[124].
- 20 osób zginęło, gdy autobus wjechał na herbaciarnię w Fort Portal w Ugandzie[125].
- Inwazja Rosji na Ukrainę:

- Associated Press potwierdziło, że około 600 osób zginęło w nalocie na teatr w Mariupolu.
- Siły rosyjskie zbombardowały hutę Azowstal w Mariupolu pociskami termobarycznymi. Mer miasta Wadym Bojczenko potwierdził, że kontakt z ukraińskimi żołnierzami uwięzionymi w zakładzie został zerwany. Następnie Ukraina potwierdziła, że rosyjskie wojska weszły do huty po „całkowitym ataku”.

## 3 maja
- Co najmniej 30 członków sił pokojowych z Burundi zginęło, a 20 zostało rannych w wyniku ataku Asz-Szabab na bazę wojskową Unii Afrykańskiej w Lower Shabelle w Somalii[129].
- Inwazja Rosji na Ukrainę:

- Gubernator obwodu donieckiego Pawło Kyrylenko stwierdził, że dziewięć osób zostało zabitych przez rosyjski ostrzał. Z kolei 10 osób zginęło po tym, jak pociski uderzyły w Awdijewkę.
- Organizacja Narodów Zjednoczonych podała, że 127 osób zostało ewakuowanych z oblężonego zakładu Azowstal i okolic.

- Prezydent Władimir Putin podpisał dekret, który pozwoli rosyjskiemu rządowi zakończyć wszelkie interesy i eksport z podmiotami i osobami, które uznano za „nieprzyjazne”[133].
- Na podstawie wstępnych ustaleń Komisja Europejska oskarżyła Apple o naruszenie unijnego prawa konkurencji poprzez blokowanie konkurentom dostępu do technologii wykorzystywanej w usłudze Apple Pay i zagroziła nałożeniem na firmę kary w wysokości do 10% jej globalnych przychodów[134].

## 2 maja
- Pożar zniszczył 80 domów i zabił osiem osób w Quezon City na Filipinach[135].
- Inwazja Rosji na Ukrainę:

- Według ukraińskich urzędników rosyjska rakieta uderzyła w dormitorium w Odessie, zabijając 14-letniego chłopca i raniąc 17-letnią dziewczynkę. W wyniku uderzenia rakietowego uszkodzona została także cerkiew prawosławna.
- Kolejne eksplozje odnotowano się w mieście Biełgorod w obwodzie biełgorodzkim w Rosji. Gubernator Wiaczesław Gładkow stwierdził, że „nie było ofiar ani szkód”.
- Dron Bayraktar TB2 ukraińskich sił powietrznych zniszczył dwie rosyjskie łodzie patrolowe klasy Raptor w pobliżu Wyspy Wężowej na Morzu Czarnym.
- Sekretarz Rady Bezpieczeństwa Narodowego i Obrony Ukrainy Oleksij Daniłow oskarżył Węgry o posiadanie wcześniejszej wiedzy o rosyjskiej inwazji, mówiąc, że Węgry zostały ostrzeżone przez rosyjskiego prezydenta Władimira Putina i że planują aneksję części zachodniej Ukrainy.

## 1 maja
- Inwazja Rosji na Ukrainę:

- Osiem osób zginęło, a 11 zostało rannych w wyniku ostrzału rosyjskiego we wschodniej Ukrainie.
- Doszło do pożaru w obiekcie wojskowym w obwodzie biełgorodzkim w Rosji, w wyniku którego jedna osoba została ranna.

- Ukraiński wywiad donosił, że Rosja była gotowa do uruchomienia drugiego frontu z separatystycznego Naddniestrza w celu przejęcia reszty Mołdawii[142].